# Aziza Amir
Aziza Amir, nacida como Mofeeda Mahmoud Ghoneim (19 de diciembre de 1901, Damietta – 28 de febrero de 1952) fue una directora de cine, actriz, productora y guionista egipcia. Sus películas más famosas han sido Ibnati (1944), Hadaya (1947) y Fatat min Falastin (1949). Laila, su primera película (1927), es considerada la primera película destacada de la cinematografía egipcia.

## Biografía
Su primera película, Laila, fue recibida con mucho interés por la élite social y artística del país. Sin embargo, no se conoce si Aziza fue la directora de la película, o fue exclusivamente la productora, mientras Wedad Orfey era el director. Otras fuentes indican que Orfey era el director, guionista y actor de la película, pero una serie de disputas con Aziza ocasionaron que fuese sustituido y la película cambiada de nombre de Neda'a Allah al actual de Laila.
Tras la revolución de 1919, creció en el país un sentimiento patriótico entre sus ciudadanos, lo que hizo ver a las familias residentes en el país de origen libanés y sirio como extranjeros. Aziza fue muy famosa por ser reconocida como una egipcia de origen, al contrario que otras actrices como Assia Dagher y Mary Queeny.
En 1948 produjo Bint min Filastin, la primera película que habla sobre el problema palestino. Su última película fue en 1952, Amit bi-Allah, en la cual realizó la historia, mientras que su marido, Mahmoud Zulfikar, fue el director.

## Filmografía
| Año  | Película                | Puesto                               |
| ---- | ----------------------- | ------------------------------------ |
| 1927 | Laila                   | Actriz y productora                  |
| 1929 | Bint el Nil             | Actriz y directora                   |
| 1931 | Istanbul sokaklarinda   | Actriz                               |
| 1933 | Kaferi am khatiatak     | Actriz y directora                   |
| 1936 | Bisalamtu ouz itjawaz   | Actriz                               |
| 1940 | Bayayet el tiffah       | Actriz                               |
| 1941 | El warsha               | Actriz e historia                    |
| 1942 | Lailat al farah         | Actriz                               |
| 1943 | Wadi el numjum          | Actriz                               |
| 1943 | Ibn el balad            | Actriz, diálogo e historia           |
| 1944 | Taqiyyat al ikhfa       | Actriz y escenario                   |
| 1944 | Ibnati                  | Actriz, historia y productora        |
| 1945 | Al-fulus                | Actriz                               |
| 1946 | Shamha tahtarek         | Actriz                               |
| 1946 | Awdat Taqiyyat al ikhfa | Actriz                               |
| 1946 | Al-mughani al maghool   | Actriz                               |
| 1946 | Al-dunia bi-kheir       | Actriz                               |
| 1947 | Hadaya                  | Actriz, guion, historia y productora |
| 1948 | Fok el suhab            | Actriz, guion y productora           |
| 1948 | El kul yughanni         | Actriz y productora                  |
| 1949 | Nadia                   | Actriz                               |
| 1949 | Fatat min Falastin      | Guion e historia                     |
| 1951 | Kisma wa nassib         | Actriz                               |
| 1951 | Khadaini abi            | Historia, guion y productora         |
| 1951 | Akhlak lel beia         | Productora                           |
| 1952 | Amit bi-Allah           | Actriz                               |